# RTP3
RTP3 – trzeci program Portugalskiej Telewizji Publicznej RTP o profilu informacyjnym. Wystartował 15 października 2001 roku jako NTV, jednak pod nazwą RTP3 rozpoczął nadawanie w nocy z 4 na 5 października 2015 roku, po Wyborach do Portugalskiego Parlamentu 2015. Poza granicami Portugalii RTP3 gdzie wystartowało w naziemnej telewizji cyfrowej 1 grudnia 2016 roku. jest dostępny w ramach Naziemnej Telewizji Cyfrowej w Hiszpanii, Francji, Niemczech, Holandii, Luksemburgu i Szwajcarii. W Polsce można odbierać poprzez stronę RTP Play.

## Historia
Rozpoczął nadawanie 15 października 2001 roku jako NTV (właścicielem był wtedy Porto TV, Informação e Multimédia S.A.). W 2002 roku Skarb Państwa Portugalii wraz z RTP przejął wspomniany kanał i 31 maja 2004 zmieniono nazwę na RTPN. Ta antena przeszła na 24-godzinny program 29 września 2008 r. Do tego czasu RTPN nadawał rano program Euronews. Od połowy 2009 r. RTPN stał się dostępny poza Portugalią za pośrednictwem operatorów telewizji kablowych w Angoli i Mozambiku. W dniu 19 września 2011 roku zmieniono nazwę kanału na RTP Informação. Według ówczesnego dyrektora ds. Informacji RTP Nunosa Santosa w wywiadzie przeprowadzonym w maju tego samego roku dla CM Jornal, plan stacji publicznej przewidywał, że kanał informacyjny RTP stanie się najbardziej rozpowszechnianym znakiem informacyjnym i najsilniejszym w Portugalskiej telewizji kablowej do końca 2012 roku (co się nie zdarzyło, z kanałem SIC Notícias). W dniu 10 lipca 2015 dyrektor ds. Informacji RTP Paulo Dentinho ogłosił, że nazwa kanału informacyjnego stacji publicznej zostanie zmieniona. 15 września 2015 r. Daniel Deusdado, dyrektor programowy RTP1 i RTP Informação, potwierdził, że wspomniany kanał informacyjny zmieni się w RTP3 rozpocznie się 5 października 2015 r., Debiutując nową tożsamością i wizerunkiem, co zostało potwierdzone.

### Start w Naziemnej Telewizji Cyfrowej
W dniu 23 czerwca 2016 r. Rząd Portugalii zatwierdził rozszerzenie Naziemnej Telewizji Cyfrowej o 4 nowe kanały. Do tej pory tylko dwie z tych 4 przestrzeni nadawczych zostały powiększone, obydwie zajmują kanały RTP (RTP3 i RTP Memória), które o północy 1 grudnia 2016 r. rozpoczęły nadawanie. Zgodnie z oczekiwaniami widzów włączono odpowiednio RTP3 na 6., a RTP Memória na 7. pozycji w Naziemnej Telewizji Cyfrowej. Uzgodniono, że RTP3 i RTP Memória po wejściu do NTC nie mogą mieć reklam. Nie zaszkodziło to informacyjnym kanałom komercyjnym (SIC Notícias czy TVI24).

## Profil kanału
Informacje zajmują większość przestrzeni siatki, a informacje regionalne mają silną obecność. Oprócz programów informacyjnych RTP3 emituje magazyny i debaty informacyjne na temat bieżących problemów, przedstawiając mniej mediowanych i reprezentatywnych bohaterów narodowej całości. Jeśli chodzi o programy, mają one opierać się na odkryciach i wiedzy, poświęcając się bardziej wymagającym odbiorcom i młodej branży rozrywkowej z naciskiem na społeczeństwo i sport. Co ciekawe, programy jak np. „Telejornal” czy „Bom Dia Portugal”, a także Programy czy Raporty Specjalne są emitowane na antenie RTP1.

## Programy emitowane na antenie RTP3

### Programy wyprodukowane przez RTP
- Bom Dia Portugal (transmisja z RTP1)
- 3 às 10
- 3 às 11
- Jornal das 12
- 3 às 14
- Zoom África
- Eixo Norte Sul
- 3 às 16
- 3 às 17
- 18/20
- Manchete 3
- Online 3
- 360°
- 24 Horas

### Programy z zagranicy
- Fareed Zakaria GPS